# Mililani
Mililani est une ville située sur l'île d'Oahu dans le comté d'Honolulu à Hawaii.
Elle est composée de deux census-designated places, Mililani Town, qui a une population de 28 121 habitants, et Mililani Mauka, qui a une population de 21 075 habitants en 2020.